# Южный Парк (город)
Южный Парк или Саус-Парк, штат Колорадо (англ. South Park, Colorado) — вымышленный город в США, с населением более 4000 человек, в котором происходит действие мультсериала «Южный Парк». Авторы идеи: Трей Паркер и Мэтт Стоун; выбор места действия, возможно, вызван тем, что они оба выросли в штате Колорадо. Действие практически всех эпизодов сериала происходит преимущественно в Саус-Парке, поэтому его устройство и общие черты хорошо известны поклонникам «Южного Парка»; несмотря на это, сведения из истории города в сериале являются крайне фрагментарными.
Основой для этого вымышленного города послужил город Фэрплей, расположенный в северной части высокогорной долины Саут-Парк.
Основан Саус-Парк в начале XVIII века американским первопроходцем Робертом Т. Пунером.

## География Южного Парка
В регионе горный рельеф. На окраине города есть действующий вулкан, в эпизоде «Вулкан» его называют горой Эвенстоун. Между горой и городом проходит каньон (англ. Nickles Canyon). На окраине города протекает горная река, а также есть пруд Старка. За исключением нескольких эпизодов сериала, в Саут-Парке всегда снежно.
Недалеко от Саут-Парка находятся города Норт-Парк (north — северный по аналогии с south — южный) и Миддл-Парк (средний).

## Организация города
Южный Парк делится как минимум на две части, в одной из которых живёт беднейшее население (включая семью Кенни Маккормика). В Южном Парке есть как минимум две школы — Начальная школа Саут-Парка и Специальная школа Саут-Парка для инвалидов. Религиозные организации представлены католической церковью и синагогой. Через город проходит железная дорога, также есть железнодорожная станция и перрон. Также в городе есть книгохранилище (англ. Book depository) и библиотека. В эпизоде «Вулкан» показан сейсмологический центр Южного Парка, который, вероятно, является местом работы единственного учёного в городе — геолога Рэнди Марша. Местная полиция представлена, по-видимому, одним только офицером Барбреди (не считая нескольких представителей окружной полиции, в том числе Ейтца и Мёрфи). В городе есть больница под названием «Путёвка в ад», где лечатся все жители города (хотя в серии «Конъюнктивит» можно увидеть какую-то безымянную клинику), а также часто в сериале показывается ринопластическая клиника Тома, в которой делают пластические операции (в частности именно там мистер Гаррисон, учитель начальных классов, изменил себе нос). Издаётся городская газета «South Park Times» — заметна в эпизоде «Профессор Хаос». Также есть психиатрическая клиника Южного Парка («Набор веса 4000»). Мэр города — мэр Мэкдэниэлс (её имя в сериале не упоминается).

## Флаг
Первоначально на флаге Саут-Парка были изображены четыре белые человекоподобные фигурки, линчующие чёрную. В эпизоде «Шеф теряет терпение» из-за этого разгорается скандал — Шеф считает, что это изображение расистское, жители города считают, что это часть их истории. Благодаря четвероклассникам Саут-Парка ситуацию удаётся спасти, и все приходят к компромиссу — белые фигурки сменяются на разноцветные, среди которых есть и одна чёрная.

## Знаменитые жители
В Южном Парке долгое время (вплоть до гибели в эпизоде «Убить Санта-Клауса») живёт Иисус Христос, однако люди не обращают на это особого внимания и воспринимают его в первую очередь как ведущего телешоу «Иисус и его друзья». Вспоминают о нём только накануне миллениума. Неизвестно, поселился ли Иисус в Южном Парке вновь после своего воскрешения в эпизоде «Чудесная пасхальная история».
В Южный Парк часто приезжают знаменитости, однако мало кто из них остаётся там жить. В эпизоде «Приходят соседи» в город ненадолго переселяются Уилл Смит, Снуп Догг, Коби Брайант, Опра Уинфри и Пафф Дэдди, однако в этой же серии съезжают.

## Места
Автобусная остановка — место где главные герои ждут школьный автобус. Впервые остановка показана в эпизоде «Картман и анальный зонд», является местом где персонажи рассказывают друг другу новости и выясняют отношения. В первом эпизоде около остановки инопланетяне похищают Айка. Школьный автобус часто едет в одном направлении как от школы, так и к ней.
Главная улица — в первых сериях мультсериала изображена в центре города, в эпицентре городских событий. В укороченном варианте на улице показывают 8 помещений, среди которых заметны «Ринопластическая клиника Тома» и почта. Главная улица находится напротив школы, что можно увидеть в серии «Шоу о раке груди». Однако в других сериях там же можно увидеть и другие здания, например ресторан Бенниган. В эпизоде «Профессор Хаос» напротив главной улицы происходит конкурс на лучшего четвёртого друга. В доме, который находится слева от «Ринопластической клиники Тома», в серии «Спортивная ассоциация наркозависимых детей» расположен штаб Картмана. Во многих сериях, где город подвергается нападениям, основные разрушения показаны именно на главной улице: например, в эпизоде «Ждём новый фильм Терренса и Филлипа» на улицу нападает телевизор Шефа, включённый на режим уничтожения человечества — он стреляет в несколько зданий и поджигает почту.

### Начальная школа Южного Парка
- Начальная школа Южного Парка — одно из основных и появляющихся раньше всего в сериале мест действия. При входе в школу всегда развевается американский флаг. Во дворе школы находится игровая площадка, а также поле для игры в американский футбол; многие выяснения отношений между детьми, собрания происходят на ней. Территория школы ограничена красным кирпичным забором.
- Кабинет третьеклассников — помещение, в котором занимается третий класс, не появляется с эпизода «Четвёртый класс», когда главные герои переходят в четвёртый. В нём зелёные стены, многочисленные столы, повсюду развешаны фотографии различных животных и (в меньшей степени) рисунки школьников. Над доской находится алфавит, в котором буквы перепутаны местами (заглавные буквы находятся в правильном порядке, а маленькие — в обратном). В некоторых эпизодах в «перепутанном» алфавите спрятаны различные слова, например, фраза «Kenny Bastard», точнее, испанский перевод фразы «О Боже Мой! Они убили Кенни! Сволочи!».
- Кабинет четвероклассников — это помещение появляется в сериале с эпизодом «Четвёртый класс». Его оформление основано на цвете индиго, расположение столов отличается от помещения третьеклассников; алфавит над доской написан стилизованным шрифтом, который дети не могут понять. Письменная доска в этом эпизоде разрушается Тимми на инвалидном кресле в том же эпизоде. Судя по наличию в кабинете различных растений, аквариумов и хомячка Леммивинкса, можно предположить, что этот класс переделан из кабинета биологии. Кабинет находится на первом этаже школы.
- Кабинет детсадовцев — помещение, где занимаются детсадовцы, впервые появляется в эпизоде «Школьный портфель», когда мистер Гаррисон из-за своего гомосексуализма назначается учителем в детском саду. В кабинете один круглый стол, вокруг которого сидят учитель и дети. Стены кабинета — разноцветные, на них висят различные картинки (животные, радуги, буквы и так далее). С эпизода «Концлагерь терпимости», когда Гаррисон вновь становится учителем четвёртого класса, кабинет не появляется в сериале вплоть до серии «Учительница соблазняет мальчика». Внешний вид кабинета не меняется, но теперь там преподаёт мисс Стивенсон; она кончает жизнь самоубийством в конце эпизода, и неизвестно, кто преподаёт там теперь вместо неё.
- Кабинет дошкольников появляется в эпизоде «Детский сад». В нём находятся игрушки и аттракционы, горки для катания и другие развлечения. Кабинет сжигает Трент Бойетт, когда Стэн, Кайл, Картман и Кенни просят его поиграть в «пожарников»; в итоге «игры» огонь охватывает помещение и сжигает почти насмерть преподавательницу мисс Кларидж.
- Кабинет труда можно увидеть в эпизоде «Твик против Крейга». В нём стоят деревянные столы и множество столярных приборов. Находиться в кабинете опасно: так, мальчику Томми там отрезает лицо, с Кенни также случается инцидент, в результате которого он падает в ящик с гвоздями. Так же оборудовано многими станками.
- Кабинет домоводства также появляется в эпизоде «Твик против Крейга». Он больше похож на обычный класс, за исключением того, что все столы там стоят в один ряд. Кенни являлся единственным мальчиком, который занимался там. В этом кабинете, судя по эпизоду «Список», проходят собрания девочек школы.
- Второй кабинет четвёртого класса — это помещение появляется в эпизоде «Правильное использование презерватива»; во время занятий по сексуальному воспитанию туда отправляют мальчиков и их учителя мистера Мэки, в то время как девочки с мисс Заглотник остаются в основном кабинете четвероклассников. В нём более тёмное оформление и висят плакаты на тему сексуального воспитания.
- Кабинет рисования появляется в эпизоде «Туалетная бумага», в нём преподаёт мисс Стрибл. В кабинете голубые стены, в нём стоят приборы для занятий — мольберты и гончарные круги. Баттерс, видимо, единственный ребёнок, которому нравится там заниматься.
- Компьютерный класс показан в эпизоде «Занимайтесь любовью, а не Warcraft’ом», Картман с друзьями играют в Warcraft во время занятий за компьютерами.
- Спортзал впервые появляется в эпизоде «Женщина с приросшим эмбрионом». Он предназначен для занятий физическим воспитанием. До своей смерти там преподавал Шеф (в частности, обучая детей игре в доджбол). Также спортзал предназначен для общешкольных собраний. В частности, в эпизоде «Завязывай!» в спортзале проводится акция против курения, в эпизоде «Клизма и дерьмо» там проходит презентация спортивного талисмана. В полнометражном фильме «Южный Парк: больше, длиннее и без купюр» всю школу собирают в спортзале для сообщения о начавшейся войне с Канадой.
- Столовая. Место работы Шефа. Интерьер состоит из множества белых столов, прилавка за которым постоянно находится Шеф, на стене часы, доска с меню и плакат «Школьная еда — это хорошая еда». По средам Шеф готовит запеканку с тунцом. Иногда на стенах можно видеть разные плакаты, например с лицом инопланетянина и надписью «Have you seen me?» (с англ. — «Вы меня видели?»)
- Кабинет психолога. Рабочее место школьного психолога мистера Мэки; на его двери находится большая надпись «COUNSELLOR», а рядом стоит скамейка, на которой часто можно увидеть вызванного за очередную провинность Крейга. Внутри находится кушетка для посетителей и кресло для психолога. На стенах висят различные плакаты и сертификаты, удостоверяющие право Мэки быть школьным психологом.
- Кабинет директора — помещение, в котором сидит директриса Виктория; так как герои сериала попадают в этот кабинет как правило за свои провинности, в кабинете также практически всегда присутствует школьный психолог мистер Мэки. В нём находится стол и два стула (на втором, как правило, сидит мистер Мэки), а также стул (или несколько) для посетителей. На стене в кабинете находится несколько плакатов; также там есть телевизор, сейф и книжный шкаф, в котором находятся фотографии.

## Эпизодические места действия
- Книгохранилище — четырёхэтажное здание, которое офицер Барбрэди советует мистеру Гаррисону в качестве снайперской позиции в эпизоде «Набор веса 4000»; там же Венди и Стэн пытаются помешать Гаррисону убить Кэти Ли Гиффорд. В эпизоде показывают третий этаж здания.
- Психиатрическая клиника Южного Парка показана в эпизоде «Набор веса 4000», в ней мистер Гаррисон проходит лечение после попытки убийства Кэти Ли Гиффорд.
- Тотализатор (Sports book $). В эпизоде «Большой Эл-гомосек и его гомояхта» Нед Герблански и Джимбо Керн появляются там, чтобы сделать ставки на школьную команду Южного Парка по футболу. В помещении тотализатора заметны многие жители города, а также бармен, принимающий ставки. На стенах тотализатора есть мониторы транслирующие спортивные поединки и гонки на ипподроме.